# Edificio de los Servicios Públicos de Talca

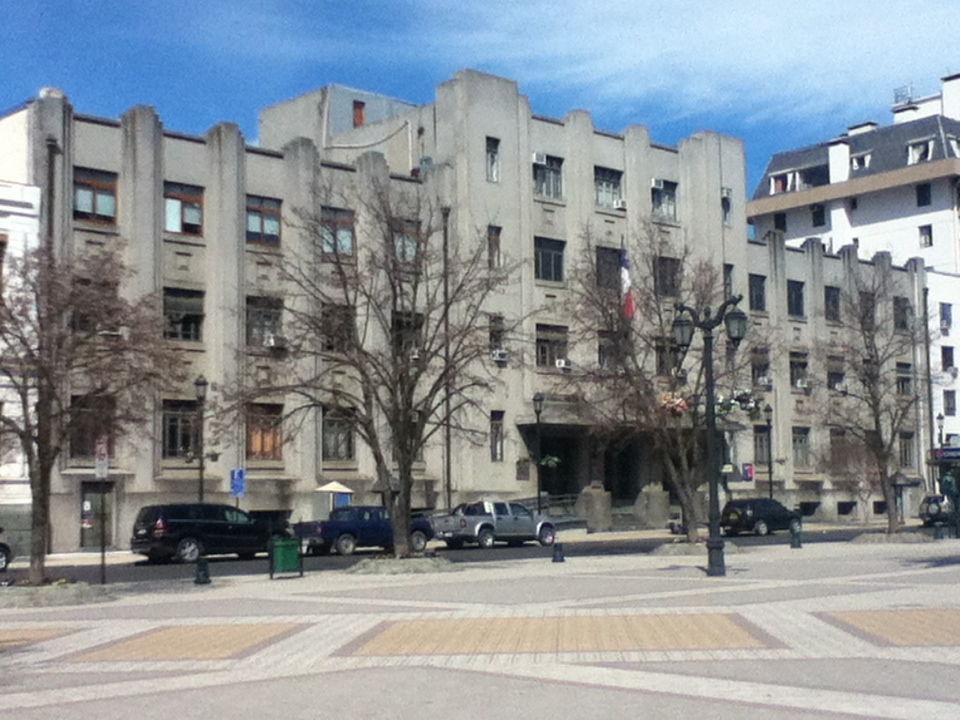
Fachada de Edificio

El edificio de los servicios públicos de Talca corresponde a una construcción de estilo moderno que data del año 1930, emplazado frente a la Plaza de Armas de Talca, Región del Maule, Chile. Fue diseñado por el arquitecto chileno Adolfo Guzmán Guerra. Su interior alberga diferentes programas de servicios públicos, que permitió un importante ahorro económico en la época de la construcción.
El inmueble es reconocido por representar la transformación arquitectónica y urbanística que esta ciudad vivió a partir de los años 1930, posterior al terremoto de 1928. Desde 2008 es Monumento Histórico Nacional.

## Historia
El edificio se ubica en el mismo lugar en el que, desde finales del siglo anterior se ubicaba el Palacio Consistorial, edificio de estilo neoclásico que acogía gran parte de las entidades públicas más relevantes de la comuna, como la alcaldía.
Tanto el Edificio de los Servicios Públicos de Talca como gran parte de la urbanización de esta ciudad, son consecuencia del terremoto de diciembre de 1928, uno de los más destructivos del siglo XX. La acción del Estado frente al siniestro fue promulgar la “Ley de Transformación de la Ciudad de Talca” el 30 de enero de 1929, proponiendo una reformulación completa de la ciudad, en cuanto a forma urbana, vivienda e infraestructura. Esta ley, pionera en el desarrollo urbano del país, promovió una verdadera refundación de la ciudad, que no sólo afectaría a los inmuebles, sino que además generó la apertura de nuevas avenidas y una diagonal que rompieron con el tradicional plano damero, lo que hasta entonces no se conocía en Chile.
La construcción del edificio comenzó en abril de 1930, comenzando a ser inaugurado por parte más de un año después.

## Arquitectura

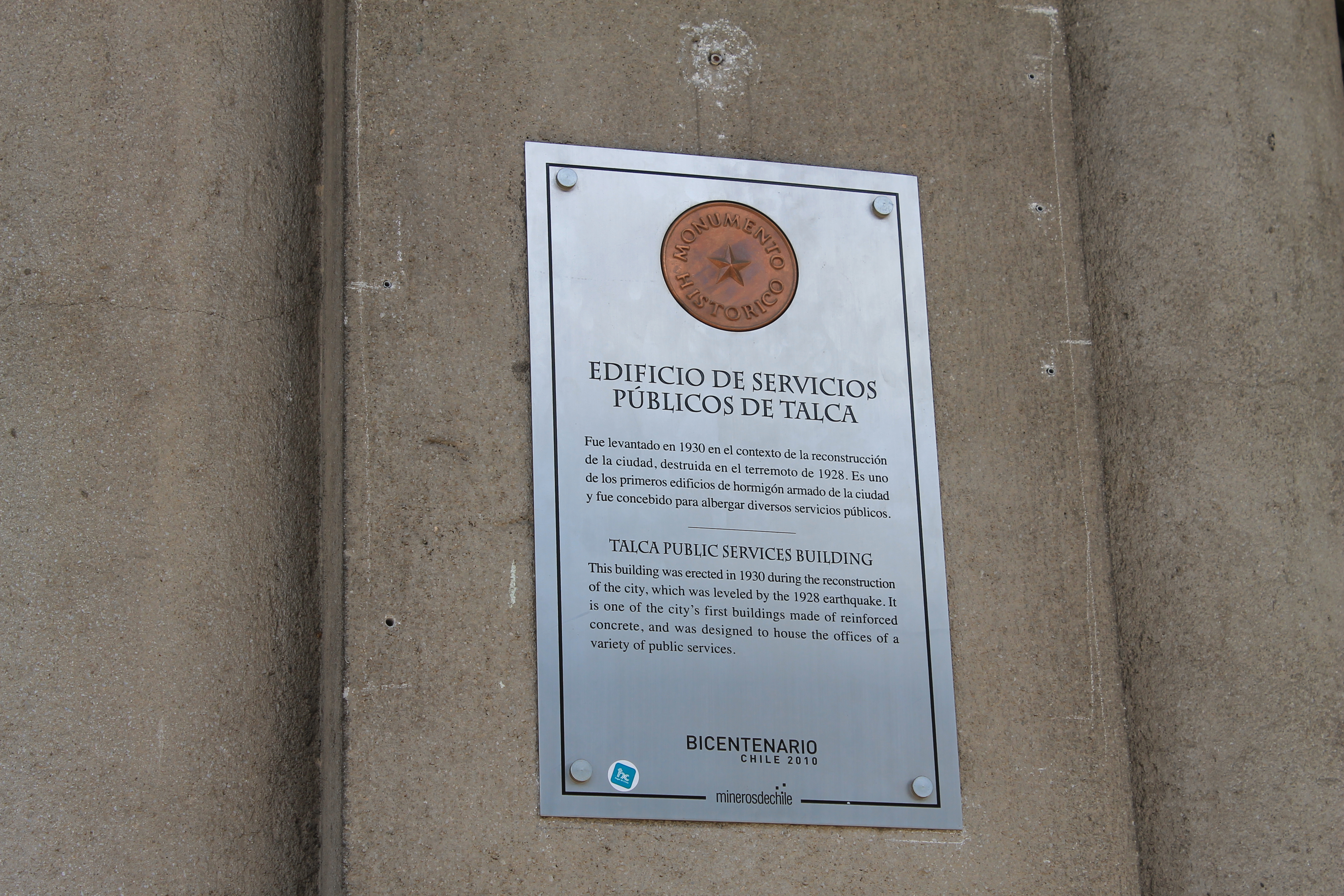
Placa de Monumento Histórico del Edificio

Uno de los mayores ejemplos de la noción arquitectónica de la ley, fue la construcción de la nueva sede de los edificios públicos, los que habían quedado completamente destruidos o inutilizados. Dejando atrás el estilo neoclásico, se promovió una arquitectura práctica y social, con un edificio que debía cobijar a la mayor cantidad de servicios. 
Construido en la Plaza de Armas de 1930, el inmueble es un volumen simple, recto e imponente, en el cual se observa una sola fachada que muestra una clara simetría. Está edificado en un terreno de 3.045,61 m², con una superficie de 9.301,2 m² de construcción. Su planta denota una clara intención de generar espacios libres; cada una de las cuatro plantas posee un recorrido claro, que se basa en un sistema de pasillos de uso privado de cada dependencia, los cuales se abren a partir de un sistema de pasillos de uso común; estos últimos forman un recorrido abalconado sobre la caja vertical de luz, generando a cada paso una nueva perspectiva del interior y control sobre todo acontecimiento que sucede en el edificio. Su estructura es de hormigón armado, piso de madera, baldosa y piedra, y cubierta metálica.

## Actualidad
El 9 de septiembre de 2008, mediante el Decreto Exento N°2739, El Edificio de los Servicios Públicos de Talca fue declarado Monumento Nacional en la categoría de Monumento Histórico, debido a su testimonio de la arquitectura del estilo protorracionalista en Chile. Posteriormente el Consejo de Monumentos Nacionales encargó un estudio sobre la condición del inmueble. Se concluyó que contaba con una serie de problemas de mantención y conservación, como el reemplazo en ciertos espacios de los tabiques originales de madera y las múltiples subdivisiones interiores. También se evidenció el agrietamiento de la loza de la cubierta, lo que ha permitido la filtración de las aguas lluvia hacia los recintos inferiores. El informe propuso restaurar puertas, ventanas, tabiques, forjas y pavimentos en general.
Si bien el estudio se desarrolló de forma previa al terremoto de febrero del 2010, posteriormente no se detectaron daños de significación en la estructura del edificio, solo grietas y fisuras menores.
Actualmente mantiene su uso original y esta administrado por la Intendencia de la Región del Maule. Según el Plan Regulador de la ciudad de Talca, el edificio es considerado Inmueble de Conservación Histórica.